# SFRS11
SFRS11‏ (Serine/arginine-rich-splicing factor 11) هوَ بروتين يُشَفر بواسطة جين SFRS11 في الإنسان.